# Polynemus multifilis
Polynemus multifilis és una espècie de peix pertanyent a la família dels polinèmids
present a Àsia: Tailàndia
i Indonèsia. És reemplaçat per Polynemus kapuasensis al riu Kapuas.
És un peix d'aigua dolça i salabrosa, demersal i de clima tropical, el qual viu en fons sorrencs o fangosos.
Pot arribar a fer 28 cm de llargària màxima.
Menja crustacis, peixets i organismes bentònics.
Es comercialitza fresc,
és apreciat com a aliment al llarg del riu Chao Phraya i exportat al Japó com a peix ornamental.
És inofensiu per als humans.